# Tiron triocellatus
Tiron triocellatus är en kräftdjursart som beskrevs av Goeke 1982. Tiron triocellatus ingår i släktet Tiron och familjen Synopiidae. Inga underarter finns listade i Catalogue of Life.